# Karl Lueger
Karl Lueger (Wieden, 24 de octubre de 1844 - Viena, 10 de marzo de 1910) fue un político austriaco. Fundó el Partido Social Cristiano austriaco, de tendencia antisemita, por el que fue alcalde de la capital del Imperio austrohúngaro.
Se le considera como un político populista y demagogo que, con el cultivo del antisemitismo y el apoyo de la prensa amarilla de Viena, logró convertirse en alcalde electo de dicha ciudad en 1895, cargo que pudo ejercer de forma efectiva en 1897, tras superar el veto imperial, hasta su muerte en 1910. Fue admirado por Adolf Hitler, quien calificó a Lueger como "el alcalde alemán más grande de todos los tiempos".

## Trayectoria
Karl Lueger era hijo de un conserje de la Escuela Técnica de Viena, y conoció las tribulaciones de la pequeña burguesía en materia social y financiera. Se tituló como abogado en la Universidad de Viena el año 1870, habiendo sido integrante de la "Asociación de Estudiantes Católicos" en sus años universitarios; en paralelo desarrollaba su oratoria en las tabernas de la periferia vienesa. Hacia 1874 Lueger estableció su propio despacho de abogado y ganó fama en Viena como defensor de la "pequeña gente" (Kleine Leute) artesanos, obreros y pequeños empleados. Entró en el Consejo Municipal vienés en 1875, y rompió abiertamente con el liberalismo decimonónico, que había avivado y transformado su país, en la década siguiente; en 1885 denunciaba de continuo el capitalismo mundial, mezclando muchos argumentos, entre otros, el racista.
Como político, surgió en un momento de situación debilitada para la clase media y pequeños artesanos, acaso por el empuje del liberalismo económico austriaco de la segunda mitad del siglo XIX que dio lugar a la expansión del comercio a gran escala mediante grandes almacenes y la industrialización a gran escala. Percibiendo que las masas de la clase media vienesa temían verse desposeídas por el gran empresariado, y el apoyo de la pequeña burguesía era ignorado por los socialdemócratas y liberales, Lueger fundó el Partido Socialcristiano (Austria) llamado "partido del clavel blanco", y con el lema "hay que ayudar al pequeño" logró arrastrar a las clases medias con gran parte de las clases proletarias de la ciudad, avivando su recelo contra los grandes capitalistas -a quienes Lueger identificaba como judíos- pero defendiendo los intereses de los pequeños propietarios que eran su gran masa de votantes, alejándose así del socialismo. Como dice Stefan Zweig en sus memorias, "era exactamente la misma capa social asustada que más tarde congregó a su lado, como primera gran masa, Adolf Hitler, y K. Lueger le sirvió de modelo también en otro sentido: le enseñó lo manipulable que era el lema antisemita, que ofrecía a los descontentos círculos pequeñoburgueses un adversario palpable y, por otro lado, imperceptiblemente desviaba el odio por los grandes terratenientes y la riqueza feudal".
Lueger fue elegido alcalde de Viena en 1895, pero solo pudo acceder efectivamente al cargo en 1897 por el veto imperial, debido a su furibunda prédica antisemita que la corte juzgaba embarazosa, y estuvo en ese puesto hasta su muerte en 1910. Desde entonces, dominó en la vida pública vienesa y se convirtió en una célebre figura, casi tan conocida como el emperador. Sus acciones fueron desde sostener con fuerza el rearme de la Iglesia católica, por ejemplo pidiendo "reconquistar las universidades fundadas por nuestras iglesias" (universidades a las que habían tenido al fin acceso libre los austrojudíos), hasta la realización de acciones renovadoras, parciales pero eficaces: municipalizar el suministro de gas, electrificar los tranvías, extender el alumbrado público fuera de los distritos gubernamentales, regular la navegación por el Danubio, creación de parques públicos, mejora de la infraestructura urbana en los suburbios obreros de la ciudad, mejoras en el servicio de limpieza pública, y otras obras, todo ello realizado con apoyo de la banca alemana (Deutsche Bank) aunque generó una fuerte deuda al erario de Viena. Esas tareas sociales, por cierto, fueron desarrolladas con amplitud y con una perspectiva social muy distinta, desde 1920, por los socialdemócratas, que transformaron definitivamente la ciudad en más de una década. En simultáneo, alimentaba el clientelismo demagógico de sus votantes al excluir a los judíos de los empleos municipales, tanto de la burocracia como de trabajos en los servicios públicos como tranvías o limpieza urbana. No obstante, la hostilidad de Lueger no se extendía a checos o polacos católicos, si bien deploraba en sus discursos la "dominación judía" del Reino de Hungría, burlándose de la aristocracia magiar por "tolerarlo" y apodando Judapest a la capital húngara.
La primera gaceta del partido, claramente demagógica, el Illustrierte Wiener Volkszeitung, se subtitulaba "Órgano de los antisemitas". Y aunque luego atemperó su odio, decía siempre que él "establecía quién es judío", prefacio de terribles consecuencias desde 1933. En vano el cardenal de Praga, Franziskus von Paula Schönborn, pidió a León XIII que suspendiera el apoyo vaticano al partido de Lueger (cuya foto figuraba en el escritorio papal) siendo que la popularidad de Lueger entre las capas de la clase media vienesa era muy elevada y la aristocracia imperial temía atacarle directamente, aun cuando Lueger promovía medidas como poner trabas a la migración hacia Viena de población judía del resto del imperio como Rutenia y Galitzia.

## Debates culturales sobre su figura
La comparación entre los pasos de Lueger y los posteriores del Führer, de origen austriaco, es muy habitual, dada la admiración de Hitler en Mi lucha por él, y pese a que su agitación como alcalde no fuese demasiado violenta (sí verbalmente) con los austriacos de origen judío. Pero Lueger abonó desde luego la acusación masiva contra el 10 % de la población (200 000 vieneses), que desapareció o acaso pudo huir de esa capital.
Freud se había quedado ya horrorizado ante el nombramiento final de Lueger, pese al doble veto del emperador; y ese fue otro argumento contra una ciudad que le fue siempre hostil. Todo lo refleja bien la novela de Arthur Schnitzler El camino a cielo abierto, de 1908, que muestra a un grupo de escritores y artistas, vieneses o residentes en Viena, de origen judío mayoritariamente, en una situación parcial y provisional en el seno de un mundo desestructurado y lleno de amenazas.
Es la Viena que describe Robert Musil, políticamente confusa y hosca luego bajo uniformes de "color fecal". Y ese mundo resultó absolutamente aniquilado, se desvaneció esa mezcla tan fecunda de culturas, como bien describe recientemente Jacques Le Rider, Los judíos vieneses en la Belle Époque (1867-1914).
Sorprende, para muchos, que hoy la capital recuerde a ese viejo alcalde varias veces: nombra con su apellido una plaza vienesa importante, se mantienen dos estatuas destacadas de él, e incluso una parte del gran anillo que rodea el centro clásico de la ciudad llevó su nombre durante décadas, y solo ha sido cambiado, con grandes debates, en 2012 como "Ring de la Universidad" (como "Universitätsring"). Sin embargo, esa decisión administrativa tiene un hueco manifiesto pues aún se mantiene el antiguo rótulo en parte de ese tramo universitario, como se lee incluso en la red.